# Albertina Inês de Orange-Nassau
Albertina Inês de Orange-Nassau (em holandês: Albertine Agnes; Haia, 9 de abril de 1634 — Oranjewoud, 26 de maio de 1696), foi condessa de Nassau e regente da Frísia, Groninga e Drente.

## Família

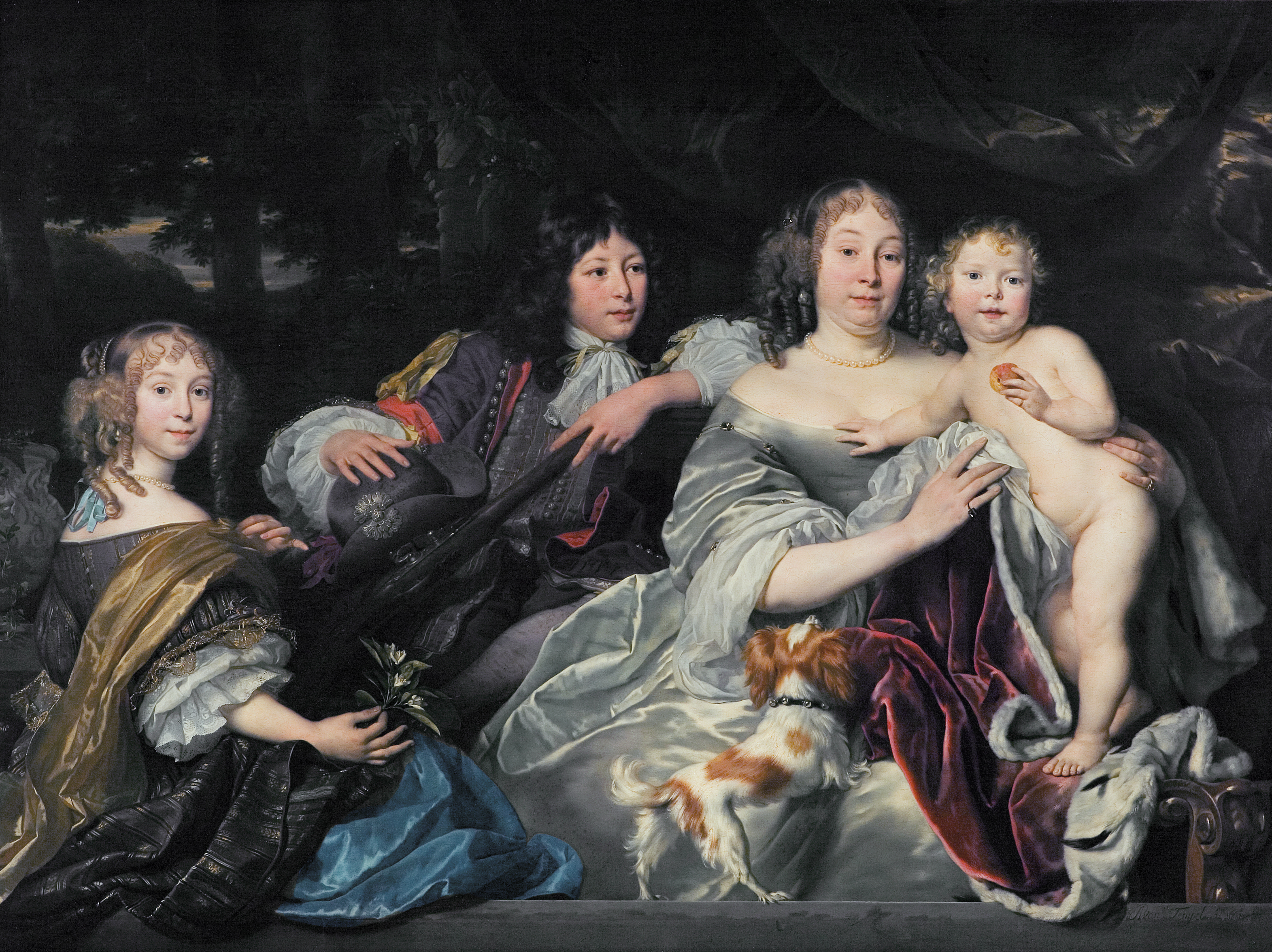
Albertina Inês com os seus três filhos em 1668 por Abraham van den Tempel.

Albertina Inês nasceu em Haia e era a quinta criança dos nove filhos do príncipe Frederico Henrique, Príncipe de Orange e da princesa Amália de Solms-Braunfels. Alguns dos seus irmãos acabariam por morrer antes de chegar à idade adulta, deixando-a apenas com quatro sobreviventes: o príncipe o príncipe Guilherme II, a princesa Luísa Henriqueta de Orange-Nassau, a princesa Henriqueta Catarina de Orange-Nassau e a princesa Maria de Orange-Nassau.
Os seus avós paternos eram Guilherme I, Príncipe de Orange e a sua quarta esposa, Luísa de Coligny. O seu avô foi assassinado por ordem do rei Filipe II de Espanha que acreditava que Guilherme tinha traído a ele e à religião católica. Os seus avós maternos eram João Alberto I de Solms-Braunfels e a sua esposa, Inês de Sayn-Wittgenstein.

## Casamento e descendência
Em 1652 casou-se com o seu primo em segundo-grau, o conde Guilherme Frederico de Nassau-Dietz, de quem teve três filhos:
1. Amália de Nassau-Dietz (25 de Novembro de 1655 - 16 de Fevereiro de 1695), casada com o duque João Guilherme de Saxe-Eisenach; com descendência.
2. Henrique Casimiro II de Nassau-Dietz (17 de Janeiro de 1657 - 25 de Março de 1696), casado com a princesa Henriqueta Amália de Anhalt-Dessau; com descendência.
3. Guilhermina Sofia Hedwig de Nassau-Dietz (1664–1667), morreu aos três anos de idade.

## Regência
Após a morte do seu marido em 1664, Albertina tornou-se regente do seu filho da Frísia, Groninga e Drente, numa altura em que a Inglaterra e o bispado de Münster tinham declarado guerra aos Países Baixos. Uma vez que todo o dinheiro que o país tinha para a defesa tinha ido para reforçar a frota marítima, o exército tinha sido deixado desprovido de meios. Quando Groningen estava a ser atacada, Albertina Inês apressou-se para a cidade para dar apoio moral. As forças dos seus inimigos retiraram-se, mas seis anos depois os Países Baixos voltaram a ser atacados a sul pelos franceses comandados pelo rei Luís XIV, e a norte pelo bispo de Münster e pelo arcebispo de Colónia. Foi ela que organizou a defesa e manteve o moral das tropas.
É através dela que a actual rainha dos Países Baixos, Beatriz, descende de Guilherme, o taciturno.